# Стефано Ераніо
Стефано Ераніо (італ. Stefano Eranio, нар. 29 грудня 1966, Генуя) — італійський футболіст, що грав на позиції півзахисника. По завершенні ігрової кар'єри — тренер.
Виступав, зокрема, за клуби «Дженоа» та «Мілан», а також національну збірну Італії.
Триразовий чемпіон Італії. Триразовий володар Суперкубка Італії з футболу. Переможець Ліги чемпіонів УЄФА. Володар Суперкубка УЄФА. 

## Клубна кар'єра
Народився 29 грудня 1966 року в місті Генуя. Вихованець юнацьких команд футбольних клубів «Молассана Боера» і «Дженоа».
У дорослому футболі дебютував 1984 року виступами за команду клубу «Дженоа», в якій провів вісім сезонів, взявши участь у 213 матчах чемпіонату. Більшість часу, проведеного у складі «Дженоа», був основним гравцем команди. Розпочинав грати за неї у другому дивізіоні, а в сезоні 1088/89 допоміг генуезьцям підвищитися у класі до Серії A.
1992 року одного з лідерів «Дженоа» запросив до своїх лав найсильніший італійський клуб того періоду, «Мілан». Ераніо відіграв за «россонері» наступні п'ять сезонів своєї ігрової кар'єри. Повноцінним гравцем основного складу не став, проте регулярно з'являвся на полі, взявши участь у майже ста матчах чемпіонату. За цей час тричі виборював титул чемпіона Італії, ставав володарем Суперкубка Італії з футболу (двічі), переможцем Ліги чемпіонів УЄФА, володарем Суперкубка УЄФА.
1997 року, після завершення чинного контракту з «Міланом», на правах вільного агента приєднався до англійського «Дербі Каунті». Відіграв в Англії чотири сезони, протягом який став одним з улюбленців місцевої публіки. Згодом неодноразово включався до різноманітних списків найкращих гравців в історії «Дербі Каунті». 2001 року вирішив завершити професійну ігрову кар'єру.
Проте за рік ще на один сезон повертався на футбольне поле, протягом 2002–2003 років поєднував роботу помічника головного тренера нижчолігового італійського  «Про Сесто» з виступами у складі його команди.

## Виступи за збірну
1990 року дебютував в офіційних матчах у складі національної збірної Італії. Протягом кар'єри у національній команді, яка тривала 8 років, провів у формі головної команди країни лише 20 матчів, забивши 3 голи. До заявки італійської збірної на жодний з великих міжнародних турнірів не потрапляв.

## Кар'єра тренера
Розпочав тренерську кар'єру, 2002 року, увійшовши до тренерського штабу клубу «Про Сесто», в якому на сезон відновлював й свою ігрову кар'єру.
Протягом 2004–2006 років працював з однією з юнацьких команд «Мілан», а 2013 року повертався до іншої своєї команди, «Дженоа», в якій тренував дублюючий склад.
Наразі останнім місцем тренерської роботи був клуб «Ліворно», в якому Стефано Ераніо був асистентом головного тренера протягом частини 2015 року.
| Дата       | Місто         | Господарі  | Результат | Гості             | Турнір             | Голи | Примітки |
| ---------- | ------------- | ---------- | --------- | ----------------- | ------------------ | ---- | -------- |
| 22/12/1990 | Лімасол       | Кіпр       | 0 – 4     | Італія            | Відбір до ЧЄ 1992  | -    |          |
| 13/02/1991 | Терні         | Італія     | 0 – 0     | Бельгія           | товариський матч   | -    |          |
| 01/05/1991 | Салерно       | Італія     | 3 – 1     | Угорщина          | Відбір до ЧЄ 1992  | -    |          |
| 05/06/1991 | Осло          | Норвегія   | 2 – 1     | Італія            | Відбір до ЧЄ 1992  | -    |          |
| 16/06/1991 | Стокгольм     | Італія     | 3 – 2     | СРСР              | Scania Cup         | -    |          |
| 25/09/1991 | Софія (місто) | Болгарія   | 2 – 1     | Італія            | товариський матч   | -    |          |
| 13/11/1991 | Генуя         | Італія     | 1 – 1     | Норвегія          | Відбір до ЧЄ 1992  | -    |          |
| 25/03/1992 | Турин         | Італія     | 1 – 0     | Німеччина         | товариський матч   | -    |          |
| 09/09/1992 | Ейндговен     | Нідерланди | 2 – 3     | Італія            | товариський матч   | 1    |          |
| 14/10/1992 | Кальярі       | Італія     | 2 – 2     | Швейцарія         | Відбір до ЧС 1994  | 1    |          |
| 18/11/1992 | Глазго        | Шотландія  | 0 – 0     | Італія            | Відбір до ЧС 1994  | -    |          |
| 19/12/1992 | Валлетта      | Мальта     | 1 – 2     | Італія            | Відбір до ЧС 1994  | -    |          |
| 22/09/1993 | Таллінн       | Естонія    | 0 – 3     | Італія            | Відбір до ЧС 1994  | -    |          |
| 13/10/1993 | Рим           | Італія     | 3 – 1     | Шотландія         | Відбір до ЧС 1994  | 1    |          |
| 16/02/1994 | Неаполь       | Італія     | 0 – 1     | Франція           | товариський матч   | -    |          |
| 25/03/1995 | Салерно       | Італія     | 4 – 1     | Естонія           | Відбір до ЧЄ 1996  | -    |          |
| 19/06/1995 | Лозанна       | Швейцарія  | 0 – 1     | Італія            | товариський турнір | -    |          |
| 21/06/1995 | Цюрих         | Італія     | 0 – 2     | Німеччина         | товариський турнір | -    |          |
| 22/01/1997 | Палермо       | Італія     | 2 – 0     | Північна Ірландія | товариський матч   | -    |          |
| 29/03/1997 | Трієст        | Італія     | 3 – 0     | Молдова           | Відбір до ЧС 1998  | -    |          |
| Усього     |               | Матчів     | 20        |                   | Голів              | 3    |          |

## Титули і досягнення
- Чемпіон Італії (3):

«Мілан»:  1992-1993, 1993-1994, 1995-1996
- Володар Суперкубка Італії з футболу (3):

«Мілан»:  1992, 1993, 1994
- Переможець Ліги чемпіонів УЄФА (1):

«Мілан»:  1993-1994
- Володар Суперкубка УЄФА (1):

«Мілан»:  1994